# DEATH NOTE (アニメ)
『DEATH NOTE』（デスノート）は、大場つぐみ原作・小畑健作画による同名の漫画を原作とする、マッドハウス制作による日本のアニメーション作品。
日本テレビなどで放送された、全37話のテレビアニメ、深夜アニメである。第一部が2006年10月4日から2007年4月11日まで、第二部が4月18日から6月27日まで放送された。
また、本編を死神・リュークの視点で描いた総集編となる約2時間の単発作品が制作された。二部作で、第一部『DEATH NOTE リライト 〜幻視する神〜』が2007年8月31日に、第二部『DEATH NOTE リライト2 Lを継ぐ者』が2008年8月22日にそれぞれ『金曜特別ロードショー』枠で放送された。

## 概要
日本テレビで週刊少年ジャンプ原作のアニメ作品が放送されるのは、『金曜特別ロードショー』で単発放送された『シティーハンタースペシャル』を除くと1994年の『D・N・A² 〜何処かで失くしたあいつのアイツ〜』以来となる。当初は『NANA』の終了後に同じ放送枠で全国ネットの放送が予定されていたが、『NANA』の放送期間延長によってローカルセールス枠である『桜蘭高校ホスト部』の枠での放送となった。
シナリオ面でアレンジが多かった実写映画版と異なり、ほぼ原作に忠実なストーリーになっているが、第二部に相当する第28話以降からは原作のシーンやセリフの変更・カットが多くなされており、特にアニメ最終回では原作最終巻の半分以上を一話に収めている。また、原作での最終話にあたる月の死後から一年後のエピソードはアニメ化されなかった。演出面ではデスノートの使用を始め、各キャラの思考場面、死亡場面などに派手な動きが追加され、原作に比べ全体的にアニメらしい激しい動きのある演出に変更されている。アニメでの放送時期に合わせるため、舞台設定は原作（2003年 - 2004年、2009年 - 2010年）の3年後（2006年 - 2007年、2012年 - 2013年）となっている。原作単行本の各話末尾で紹介される「デスノートのルール」は、アイキャッチとしてCM前後に表示される。
担当声優は主に本職の声優が起用されているが、リュークについては映画版と同じく俳優の中村獅童が担当したほか、第12話に実写映画版でLを演じた松山ケンイチがジェラス役でゲスト出演した。また、第32話に声優として日本テレビの深夜番組『ルドイア☆星惑三第』に出演している「小惑星アイドル」が、電車の中でいじめを働く子どもたちの役で出演した。さらに第25話で前番組である『桜蘭高校ホスト部』の登場人物である藤岡ハルヒ（声 - 坂本真綾）、須王環（声 - 宮野真守）、鳳鏡夜（声 - 松風雅也）、常陸院光、馨（声 - 鈴村健一（光）、藤田圭宣（馨））、埴之塚光邦（声 - 齋藤彩夏）、銛之塚崇（声 - 桐井大介）がカメオ出演しているが、声のクレジットも無かった。
第11話と第12話の間には特別番組『「デスノート」の舞台裏ド〜ンと見せちゃいますスペシャル!』が放送された（地上波での終了後に放送を開始したアニマックスを除く）。その内容は、本編第11話までの総集編や主要声優・監督へのインタビュー、アナウンサーのアフレコシーンが主たるものである。
2007年8月31日には『金曜特別ロードショー』にて、3時間の特別編である『ディレクターズカット完全決着版 〜リライト・幻視する神〜』が放送（視聴率15.7%）され、2008年8月22日の『金曜特別ロードショー』では、第二部の特別編である『リライト2 Lを継ぐ者』が放送（視聴率11.8%）された。特別編の主な内容は、それぞれ第一部（第1話 - 第26話）と第二部（第27話 - 第37話）のテレビシリーズを総集して幾つかの新作カットを追加したものである。また、短縮化に伴って物語設定や時間軸の変更が施されている。『リライト2』の冒頭ではLとワタリが前作『リライト』のあらすじの解説を行った。
2007年10月20日からアメリカのカートゥーンネットワークで、10月26日からカナダのYTVの『BIONIX』枠で放送開始された。当初はカナダがアメリカより早い9月7日に放送される予定であったが、諸事情により放送延期された。カナダでは、日本のアニメは1年以上遅れてテレビ放送されることが普通だが、特例的に4か月あまりの遅れで放送された。
日本テレビではスペシャル『リライト2』の放送に伴って、2008年8月4日から8月22日まで第1部（第1話 - 第26話）が再放送された（2話連続で、1話目のエンディングと2話目のオープニングはカットされた）。
日本テレビとNTTドコモが共同出資した有限責任事業組合『D.N.ドリームパートナーズ』が制作に関わった最初のアニメ作品でもある。

## キャスト
- 夜神月 - 宮野真守
- L - 山口勝平
- 弥海砂 - 平野綾
- ニア - 日髙のり子
- メロ - 佐々木望
- 高田清美 - 岡村麻純（第一部）、坂本真綾（第二部）
- 魅上照 - 松風雅也
- 夜神総一郎 - 内田直哉
- 松田桃太 - 内藤玲
- 相沢周市 - 藤原啓治
- 模木完造 - 中井和哉
- 伊出英基、レイ・ペンバー - 石川英郎
- 宇生田広数 - 木内秀信
- 夜神幸子 - さとうあい
- 夜神粧裕 - 工藤晴香
- ワタリ - 小林清志
- リューク - 中村獅童
- レム - 斉藤貴美子
- シドウ - 矢尾一樹
- 南空ナオミ - 松井菜桜子
- 出目川仁 - 茶風林
- アイバー - 桐本琢也
- ウエディ - 長沢美樹
- 尾々井剛 - 梁田清之
- 樹多正彦、アンソニー・レスター、ロッド・ロス - 相沢正輝
- 紙村英 - 横尾博之
- 鷹橋鋭一 - 西凛太朗
- 奈南川零司 - 野島裕史
- 三堂芯吾 - 花輪英司
- 火口卿介 - 二又一成
- 葉鳥新義、リンド・L・テイラー - 徳本恭敏
- ハル・リドナー - 渡辺明乃
- ステファン・ジェバンニ - 高橋広樹
- 北村是良 - 池田勝
- ロジャー・ラヴィー - 大竹宏
- 大統領 - 田原アルノ
- スティーブ・メイスン - 小形満
- ジャック・ネイロン - 松山タカシ
- マット、渋井丸拓男 - 西村朋紘
- 恐田奇一郎 - 宝亀克寿
- デリダブリー - 後藤哲夫
- グック - 大西健晴
- ナレーション、アラモニア・ジャスティン・ビヨンドルメーソン - 梅津秀行
- 森富美 - 森富美（日本テレビアナウンサー・本人役）（特別出演）
- 藤井恒久 - 藤井恒久（日本テレビアナウンサー・本人役）（特別出演）
- ジェラス - 松山ケンイチ（特別出演）

## スタッフ
- 原作 - 大場つぐみ、小畑健（集英社 ジャンプコミックス刊）
- 監督 - 荒木哲郎
- 監督助手 - 伊藤智彦
- シリーズ構成 - 井上敏樹
- キャラクターデザイン - 北尾勝
- 総作画監督 - 北尾勝、加々美高浩
- 小物デザイン - 新妻大輔
- 美術監督 - 一色美緒
- 美術設定 - 杉山晋史
- 色彩設計 - 橋本賢
- 撮影監督 - 山田和弘
- 編集 - 肥田文
- 音楽 - 平野義久、タニウチヒデキ
- 音響監督 - 山田知明
- プロデューサー - 中谷敏夫、田村学、丸山正雄
- アニメーションプロデューサー - 橋本健太郎
- アニメーション制作 - MADHOUSE
- 製作著作 - DEATH NOTE製作委員会（日本テレビ、D.N.ドリームパートナーズ、バップ、集英社、マッドハウス）

## 主題歌
オープニングテーマ
「the WORLD」（第1話 - 第19話）
作詞・作曲 - RUKA / 編曲・歌 - ナイトメア
「What's up,people?!」（第20話 - 第37話）
作詞・作曲 - マキシマムザ亮君 / 歌 - マキシマム ザ ホルモン

エンディングテーマ
「アルミナ」（第1話 - 第19話、SP『幻視する神』）
作詞・作曲 - 咲人 / 編曲・歌 - ナイトメア
「絶望ビリー」（第20話 - 第36話）
作詞・作曲 - マキシマムザ亮君 / 歌 - マキシマム ザ ホルモン
「ライトの演技」(SP2『Lを継ぐ者』)
「Coda〜Death note」(最終話)

挿入歌「絶望ビリー」（SP『幻視する神』）
歌 - マキシマム ザ ホルモン

## 各話リスト
| 話数      | サブタイトル | 脚本                                | 絵コンテ          | 演出            | 作画監督                            | 放送日 （日本テレビ） |        |        |        |        |        |        |        |        |        |        |        |        |        |        |        |        |        |        |
| 第一部    | 第一部       | 第一部                              | 第一部            | 第一部          | 第一部                              | 第一部                | 第一部 | 第一部 | 第一部 | 第一部 | 第一部 | 第一部 | 第一部 | 第一部 | 第一部 | 第一部 | 第一部 | 第一部 | 第一部 | 第一部 | 第一部 | 第一部 | 第一部 | 第一部 |
| --------- | ------------ | ----------------------------------- | ----------------- | --------------- | ----------------------------------- | --------------------- | ------ | ------ | ------ | ------ | ------ | ------ | ------ | ------ | ------ | ------ | ------ | ------ | ------ | ------ | ------ | ------ | ------ | ------ |
| #001      | 新生         | 井上敏樹                            | 荒木哲郎          | 荒木哲郎 恒松圭 | 北尾勝 加々美高浩                   | 2006年 10月4日        |        |        |        |        |        |        |        |        |        |        |        |        |        |        |        |        |        |        |
| #002      | 対決         | 井上敏樹                            | 高岡淳一          | 伊藤智彦        | 小林明美                            | 10月11日              |        |        |        |        |        |        |        |        |        |        |        |        |        |        |        |        |        |        |
| #003      | 取引         | 井上敏樹                            | サトウシンジ      | 土屋浩幸        | 青木真理子                          | 10月18日              |        |        |        |        |        |        |        |        |        |        |        |        |        |        |        |        |        |        |
| #004      | 追跡         | 井上敏樹                            | 安濃高志          | 羽生尚靖        | 宮前真一                            | 10月25日              |        |        |        |        |        |        |        |        |        |        |        |        |        |        |        |        |        |        |
| #005      | 駆引         | 井上敏樹                            | 米田光宏          | 米田光宏        | 村山公輔 浜津武広 小森秀人          | 11月1日               |        |        |        |        |        |        |        |        |        |        |        |        |        |        |        |        |        |        |
| #006      | 綻び         | 小林靖子                            | 別所誠人          | おゆなむ        | Kim Dong seek                       | 11月8日               |        |        |        |        |        |        |        |        |        |        |        |        |        |        |        |        |        |        |
| #007      | 曇天         | 米村正二                            | 平田敏夫          | 伊藤智彦        | 高岡淳一                            | 11月15日              |        |        |        |        |        |        |        |        |        |        |        |        |        |        |        |        |        |        |
| #008      | 目線         | 井上敏樹                            | 別所誠人          | 別所誠人        | 小林明美                            | 11月22日              |        |        |        |        |        |        |        |        |        |        |        |        |        |        |        |        |        |        |
| #009      | 接触         | 井上敏樹                            | 福田道生          | 岡崎幸男        | 西城隆詞                            | 11月29日              |        |        |        |        |        |        |        |        |        |        |        |        |        |        |        |        |        |        |
| #010      | 疑惑         | 井上敏樹                            | 高岡淳一          | 長村伸治        | 木下ゆうき                          | 12月6日               |        |        |        |        |        |        |        |        |        |        |        |        |        |        |        |        |        |        |
| #011      | 突入         | 米村正二                            | 松尾慎            | 羽生尚靖        | 宮前真一                            | 12月13日              |        |        |        |        |        |        |        |        |        |        |        |        |        |        |        |        |        |        |
| #012      | 恋心         | 井上敏樹                            | 安濃高志          | 土屋浩幸        | 青木真理子                          | 12月27日              |        |        |        |        |        |        |        |        |        |        |        |        |        |        |        |        |        |        |
| #013      | 告白         | 井上敏樹                            | 福田道生          | 米田光宏        | 村山公輔 秦野好紹 浜津武広 青野厚司 | 2007年 1月10日        |        |        |        |        |        |        |        |        |        |        |        |        |        |        |        |        |        |        |
| #014      | 友達         | 米村正二                            | 伊藤智彦          | 伊藤智彦        | 高岡淳一                            | 1月17日               |        |        |        |        |        |        |        |        |        |        |        |        |        |        |        |        |        |        |
| #015      | 賭け         | 小林靖子                            | 安濃高志          | おゆなむ        | Jang Kil yong                       | 1月24日               |        |        |        |        |        |        |        |        |        |        |        |        |        |        |        |        |        |        |
| #016      | 決断         | 井上敏樹                            | 平田敏夫          | 別所誠人        | Kim Dong joon                       | 1月31日               |        |        |        |        |        |        |        |        |        |        |        |        |        |        |        |        |        |        |
| #017      | 執行         | 井上敏樹                            | 中村亮介          | 中村亮介        | 小林明美                            | 2月7日                |        |        |        |        |        |        |        |        |        |        |        |        |        |        |        |        |        |        |
| #018      | 仲間         | 米村正二                            | 笹木信作          | 長村伸治        | 日向正樹                            | 2月14日               |        |        |        |        |        |        |        |        |        |        |        |        |        |        |        |        |        |        |
| #019      | 松田         | 小林靖子                            | 福田道生          | 西瑛子          | 宮前真一                            | 2月21日               |        |        |        |        |        |        |        |        |        |        |        |        |        |        |        |        |        |        |
| #020      | 姑息         | 井上敏樹                            | 佐山聖子          | 土屋浩幸        | 青木真理子                          | 2月28日               |        |        |        |        |        |        |        |        |        |        |        |        |        |        |        |        |        |        |
| #021      | 活躍         | 井上敏樹                            | 米田光宏 荒木哲郎 | 米田光宏        | 浜津武広 青野厚司 西位輝実          | 3月7日                |        |        |        |        |        |        |        |        |        |        |        |        |        |        |        |        |        |        |
| #022      | 誘導         | 井上敏樹                            | 山本沙代          | 橋本ナオト      | 小林明美                            | 3月14日               |        |        |        |        |        |        |        |        |        |        |        |        |        |        |        |        |        |        |
| #023      | 狂騒         | 米村正二                            | 佐藤雄三          | 伊藤智彦        | 横田守 高岡淳一                     | 3月21日               |        |        |        |        |        |        |        |        |        |        |        |        |        |        |        |        |        |        |
| #024      | 復活         | 米村正二                            | 大原実            | 下田久人        | 日向正樹                            | 3月28日               |        |        |        |        |        |        |        |        |        |        |        |        |        |        |        |        |        |        |
| #025      | 沈黙         | 井上敏樹                            | 荒木哲郎          | 増原光幸        | 加々美高浩 井上英紀                 | 4月4日                |        |        |        |        |        |        |        |        |        |        |        |        |        |        |        |        |        |        |
| #026      | 再生         | 伊藤智彦                            | 伊藤智彦          | 伊藤智彦        | 横田守                              | 4月11日               |        |        |        |        |        |        |        |        |        |        |        |        |        |        |        |        |        |        |
| 第二部    |              |                                     |                   |                 |                                     |                       |        |        |        |        |        |        |        |        |        |        |        |        |        |        |        |        |        |        |
| #027      | 誘拐         | 井上敏樹                            | 佐山聖子          | 山内東生雄      | 丸藤広貴 横田守                     | 2007年 4月18日        |        |        |        |        |        |        |        |        |        |        |        |        |        |        |        |        |        |        |
| #028      | 焦燥         | 井上敏樹                            | 福田道生          | 西瑛子          | 宮前真一                            | 4月25日               |        |        |        |        |        |        |        |        |        |        |        |        |        |        |        |        |        |        |
| #029      | 父親         | 井上敏樹                            | 笹木信作          | 伊藤智彦        | 横田晋一 高岡淳一                   | 5月2日                |        |        |        |        |        |        |        |        |        |        |        |        |        |        |        |        |        |        |
| #030      | 正義         | 米村正二                            | 中村亮介          | 伊藤秀樹        | 伊藤秀樹                            | 5月9日                |        |        |        |        |        |        |        |        |        |        |        |        |        |        |        |        |        |        |
| #031      | 移譲         | 小林靖子                            | 高橋亨            | 下田久人        | 小林明美 西位輝実                   | 5月16日               |        |        |        |        |        |        |        |        |        |        |        |        |        |        |        |        |        |        |
| #032      | 選択         | 小林靖子                            | 佐山聖子          | 青柳宏宣        | 日向正樹                            | 5月23日               |        |        |        |        |        |        |        |        |        |        |        |        |        |        |        |        |        |        |
| #033      | 嘲笑         | 米村正二                            | 佐山聖子          | 斉藤哲人        | Shin Jae lck                        | 5月30日               |        |        |        |        |        |        |        |        |        |        |        |        |        |        |        |        |        |        |
| #034      | 虎視         | 米村正二                            | 大原実            | 西瑛子          | 宮前真一                            | 6月6日                |        |        |        |        |        |        |        |        |        |        |        |        |        |        |        |        |        |        |
| #035      | 殺意         | 井上敏樹                            | 伊藤智彦          | 伊藤智彦        | 横田晋一 高岡淳一                   | 6月13日               |        |        |        |        |        |        |        |        |        |        |        |        |        |        |        |        |        |        |
| #036      | 1.28         | 井上敏樹                            | 佐山聖子          | 平尾隆之        | 高橋タクロヲ                        | 6月20日               |        |        |        |        |        |        |        |        |        |        |        |        |        |        |        |        |        |        |
| #037      | 新世界       | 井上敏樹                            | 荒木哲郎          | 荒木哲郎        | 加々美高浩 西位輝実                 | 6月27日               |        |        |        |        |        |        |        |        |        |        |        |        |        |        |        |        |        |        |
| リライト  |              |                                     |                   |                 |                                     |                       |        |        |        |        |        |        |        |        |        |        |        |        |        |        |        |        |        |        |
| リライト  | 幻視する神   | 井上敏樹 米村正二 小林靖子          | 荒木哲郎          | 荒木哲郎        | 北尾勝                              | 2007年 8月31日        |        |        |        |        |        |        |        |        |        |        |        |        |        |        |        |        |        |        |
| リライト2 | Lを継ぐ者    | 井上敏樹 荒木哲郎 米村正二 小林靖子 | 荒木哲郎 井上英紀 | 井上英紀        | 北尾勝                              | 2008年 8月22日        |        |        |        |        |        |        |        |        |        |        |        |        |        |        |        |        |        |        |

## 放送局
| 放送地域   | 放送局         | 放送期間                       | 放送日時         | 放送系列       | 備考              |
| ---------- | -------------- | ------------------------------ | ---------------- | -------------- | ----------------- |
| 関東広域圏 | 日本テレビ     | 2006年10月4日 - 2007年6月27日  | 水曜 0:56 - 1:26 | 日本テレビ系列 | 製作委員会参加    |
| 北海道     | 札幌テレビ     | 2006年10月10日 - 2007年7月10日 | 火曜 1:26 - 1:56 | 日本テレビ系列 |                   |
| 近畿広域圏 | 読売テレビ     | 2006年10月17日 - 2007年7月24日 | 火曜 2:01 - 2:31 | 日本テレビ系列 | MONDAY PARK 第1部 |
| 中京広域圏 | 中京テレビ     | 2006年10月18日 - 2007年7月11日 | 水曜 1:36 - 2:06 | 日本テレビ系列 |                   |
| 福岡県     | 福岡放送       | 2006年10月24日 - 2007年7月31日 | 火曜 1:26 - 1:56 | 日本テレビ系列 |                   |
| 広島県     | 広島テレビ     | 2007年1月10日 - 9月19日        | 水曜 1:26 - 1:56 | 日本テレビ系列 |                   |
| 静岡県     | 静岡第一テレビ | 2007年1月11日 - 9月20日        | 木曜 1:46 - 2:16 | 日本テレビ系列 |                   |
| 福島県     | 福島中央テレビ | 2007年1月12日 - 9月27日        | 木曜 0:56 - 1:26 | 日本テレビ系列 |                   |
| 日本全域   | 日テレプラス   | 2007年1月25日 - 10月11日       | 木曜 0:30 - 1:00 | CS放送         |                   |
| 新潟県     | テレビ新潟     | 2007年5月6日 - 2008年1月28日   | 日曜 1:55 - 2:25 | 日本テレビ系列 |                   |

## DVD
- 本編のDVDは2006年12月21日 - 2007年12月21日に発売。全13巻。
- 「リライト〜幻視する神」は2008年3月19日発売。
- 「リライト2〜Lを継ぐもの」は同年11月21日発売。

## ミニコーナー
本編の終了後（第1 - 11話までは予告の直前、12話からは後）には、ハルカ・アーヤ・リュークによる最新情報、製作情報を紹介するコーナー「D/N（デスノート）攻略マニュアル」が放送されていた。このコーナーの放送中のみ、デジタル放送やワンセグでは「超額縁放送」であった（画面の上下に、悪魔をイメージした白と黒の帯が付されていたため）。一部の地域やアニマックスでは未放送であり、DVDにも収録されていない。
キャスト
それぞれ、悪魔をイメージした白や黒の衣装を着用している。
- ハルカ - 工藤晴香（白）
- アーヤ - 平野綾（黒）

スタッフ
- ディレクター - 有村伸一郎
- 制作協力 - クラッチプレイヤーズ